# Georg Michael Welzel
Heinz Ches, el nom real del qual era Georg Michael Welzel (Cottbus, Brandenburg, Alemanya 1944 - Tarragona 1974) va ser un ciutadà alemany oriental (tot i que sempre fou presentat a l'opinió pública com a polonès), que va ser executat a garrot vil pel règim franquista el 2 de març de 1974, el mateix dia que l'anarquista català Salvador Puig i Antich, a la presó de Tarragona. L'endemà, a totes les edicions de la premsa espanyola de l'època hi apareixia la seva foto al costat de la de Salvador Puig i Antich.
A començaments del segle xxi, trenta anys després dels fets, la personalitat de Heinz Ches va ser objecte d'una profunda investigació realitzada per Raúl M. Riebenbauer, (País Valencià, 1969), periodista, autor d'El silenci de Georg, publicat en espanyol per RBA i en català per La Magrana. Riebenbauer va saber de la història de Ches deu anys abans i va veure per primera vegada la seva imatge en la portada del diari "El Caso" del 9 de març de 1974. "Vaig quedar atrapat per aquella mirada", ha dit en més d'una ocasió. Va esbrinar el veritable nom de l'ajusticiat, el seu origen i l'existència d'una família alemanya que encara confiava en l'aparició del germà desaparegut. La investigació no va ser fàcil perquè, cap a 1995, els militars van negar l'accés al sumari i Riebenbauer va haver de presentar un plet civil per accedir a aquesta documentació.
Ches va ser, segons Riebenbauer, un home obsessionat per la llibertat, empresonat tres vegades per intentar sortir de l'Alemanya de l'Est i que, quan ho va assolir, "va arribar al país equivocat en el pitjor moment". La mort de Salvador Puig i Antich va ser la venjança del règim per l'atemptat de Carrero Blanco, i Ches va ser ajusticiat per a acompanyar a l'anarquista en el garrot vil. Aquesta investigació realitzada per Riebenbauer va concloure que Ches es deia en realitat Georg Michael Welzel i que havia nascut a 30 quilòmetres de la frontera polonesa dins els límits de la República Democràtica Alemanya.

## Acusació i condemna
D'acord amb les dades dels arxius de la Stasi, la policia política del Ministeri de Seguretat de l'Alemanya comunista, Ches havia intentat tres vegades marxar de l'Alemanya oriental-comunista a l'occidental-capitalista (1964, 1967 i 1970). No va tenir sort i passà una bona part de la joventut empresonat. Finalment, va aconseguir de travessar la frontera amb la República Federal Alemanya a Berlín, el 16 de maig de 1972. Residí i treballà en una siderúrgica a Oberhausen una temporada. Es té constància que el dia 12 de desembre de 1972, Welzel va entrar a Espanya pel pas fronterer de Portbou (Alt Empordà) amb un passaport robat uns dies abans a Itàlia a nom de Klaus Hermann Sackman.
Heinz Ches va ser condemnat per l'assassinat d'un guàrdia civil el 19 de desembre de 1972. Aquell dia Ches havia fet cap al bar del càmping Cala d'Oques, a l'Hospitalet de l'Infant (el Baix Camp). Segons la policia, hi va entrar amb una escopeta –era temporada de caça– que havia robat uns dies abans al xalet d'un viticultor alemany. Minuts després, entrà al local, com cada dia, el guàrdia civil Antonio Torralbo, i Ches, sense mòbil aparent, li disparà mortalment.
En plena fugida es va desfer de l'arma i l'endemà mateix va ser detingut a l'estació de tren de l'Ametlla de Mar (el Baix Ebre). En el moment de la detenció, va declarar haver nascut a Szczecin (a la Pomerània transferida a Polònia) el 1939 i dir-se Heinz Ches. No li va ser difícil de construir aquella falsa identitat: son pare es deia Kart-Heinz, el cognom de soltera de sa mare era Ches i el seu avi matern era polonès, de Silèsia.
També fou acusat de l'intent d'assassinat d'un altre guàrdia civil, Jesús Martínez, al port de Barcelona sis dies abans, tot i que ell sempre ho va negar. Segons uns testimonis, va ser vist en un bar portuari, el vespre del 13 de desembre de 1972 i, en sortir del local, hauria disparat amb una pistola al guàrdia civil que vigilava la zona i va quedar ferit greu.
El 2 de març de 1974, Ches va ser executat pel mètode del garrot vil a la presó de Tarragona. Fou la primera i única execució del botxí José Monero Renomo i fou un autèntic calvari per la imperícia del botxí. L'endemà, a totes les edicions de la premsa espanyola de l'època hi apareixia la seva foto al costat de la de Salvador Puig i Antich.

## Repercussió cultural
El 7 de novembre de 1977, la companyia teatral Els Joglars va estrenar a Barbastre La Torna, una obra teatral que recreava sarcàsticament els darrers dies de Heinz Ches. El 2 de desembre del mateix any, dos dies després d'estrenar-se al Teatre Bartrina de Reus (el Baix Camp), l'autoritat militar prohibí l'obra i el director, Albert Boadella, va ser detingut i empresonat. Immediatament, es va iniciar un consell de guerra contra diversos membres de la companyia.
Amb la història gairebé recuperada completament, el periodista i la productora valenciana Malvarrosa Media van arribar a un acord per a realitzar durant el 2004 i amb el director valencià Joan Dolç per a rodar la pel·lícula documental titulada La mort de ningú, l'enigma Heinz Ches en la qual es detalla la vida i la veritable identitat d'aquest home.